# هیتوشی کونو
هیتوشی کونو (انگلیسی: Hitoshi Konno؛ زادهٔ ۳ ژانویهٔ ۱۹۳۴) بازیکن بسکتبال اهل ژاپن بود.